# 布列塔尼地区桑斯
布列塔尼地区桑斯（法語：Sens-de-Bretagne，法語發音：[sɑ̃s də bʁətaɲ]）是法国伊勒-维莱讷省的一个市镇，位于该省中北部，属于雷恩区。

## 地理
布列塔尼地区桑斯（48°20'1"N, 1°32'10"W）面积30.82 平方千米，位于法国布列塔尼大區伊勒-维莱讷省，该省份为法国西北部沿海省份，位于布列塔尼半岛东部，北濒大西洋，西接阿摩尔滨海省和莫尔比昂省，南至大西洋卢瓦尔省，西南端接曼恩-卢瓦尔省，东临马耶讷省，东北与芒什省接壤。
与布列塔尼地区桑斯接壤的市镇（或旧市镇、城区）包括：昂杜耶-讷维尔、凡镇、加阿尔、马尔西耶拉乌勒、里穆、罗马济、库埃农河畔维约维、圣雷米迪普兰。

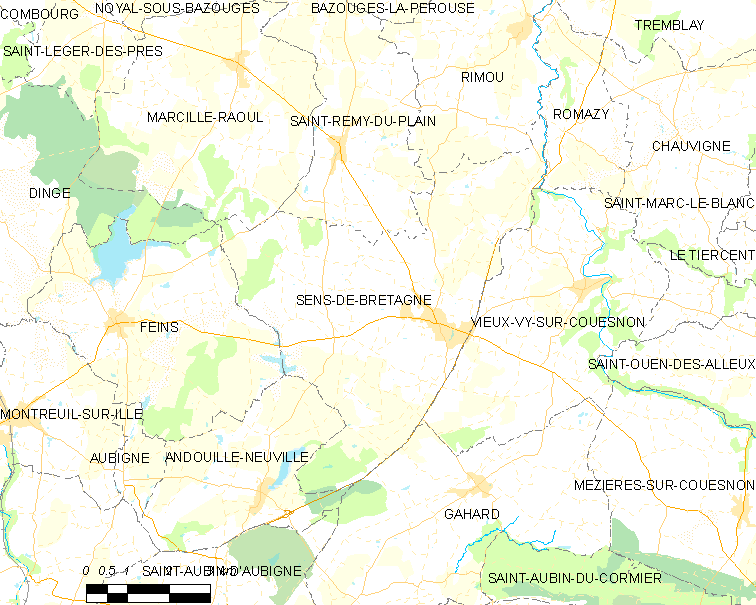
布列塔尼地区桑斯的OSM定位图

布列塔尼地区桑斯的时区为UTC+01:00、UTC+02:00（夏令时）。

## 行政
布列塔尼地区桑斯的邮政编码为35490，INSEE市镇编码为35326。

## 政治
布列塔尼地区桑斯所属的省级选区为瓦勒库埃农县。

## 人口

1962-2008年间布列塔尼地区桑斯人口变化图示

布列塔尼地区桑斯于2022年1月1日时的人口数量为2620人。